# 吉木薩爾話
吉木薩爾话指在中国新疆昌吉回族自治州吉木薩爾县使用的汉语方言，属官话兰银官话塔密片（或称北疆片）。